# Kim Butler
Kim Butler (7 de setembro de 1982) é uma basquetebolista profissional britânica.

## Carreira
Kim Butler integrou a Seleção Britânica de Basquetebol Feminino, em Londres 2012, que terminou na décima-primeira colocação.